# Oberwölbling
Oberwölbling ist eine Ortschaft und eine Katastralgemeinde der Gemeinde Wölbling im Bezirk St. Pölten-Land in Niederösterreich. Die Ortschaft hat 1110 Einwohner (Stand 1. Jänner 2024). Bis Ende 1966 war Oberwölbling eine eigenständige Gemeinde.

## Geografie
Der Ort liegt am Südostrand des Dunkelsteinerwaldes.

## Geschichte
Der Ort erscheint erstmals 1074 als Welmica in Urkunden des Erzbistums Salzburg, welches seit dem 9. Jahrhundert hier Grundherr war. Das slawische Wort „velna“ bedeutet Welle und könnte sich auf ein Gewässer beziehen oder auf die gewellten Abhänge des Dunkelsteinerwaldes.
Die Errichtung einer Wehrkirche und Gründung der Pfarre fiel in das 12. Jahrhundert. Im Jahr 1198 wurden die Pfarren in Oberwölbling, Hofarnsdorf und Traismauer vom Salzburger Erzbischof Adalbert (1183 bis 1200) dem Salzburger Domkapitel übertragen, wo der Ort bis 1806 blieb.
Um 1520 erhielt Oberwölbling das Marktrecht und am Oberen Markt wurde 1589 ein steinerner Pranger als Zeichen der Gerichtsbarkeit aufgestellt. Im Jahr 1825 vernichtete ein Großbrand in Oberwölbling 37 Häuser. Franz Graf Colloredo-Wallsee, der Besitzer der Herrschaft Walpersdorf, erwarb die Herrschaft Oberwölbling zum Preis von 67.000 Gulden.
Laut Adressbuch von Österreich waren im Jahr 1938 in der Marktgemeinde Oberwölbling ein Arzt, zwei Bäcker, ein Fleischer, zwei Friseure, drei Gastwirte, drei Gemischtwarenhändler, zwei Glaser, zwei Hebammen, ein Milchhändler, eine Mühle, ein Schlosser, zwei Schmiede, ein Schneider und drei Schneiderinnen, zwei Schuster, vier Tischler, ein Wagner und mehrere Landwirte ansässig. Weiters gab es eine Elektrizitätsgenossenschaft, den Bergbau des Kohlenwerks Statzendorf und eine Sandgrube mit Schottergewinnung.
Im Zuge der Niederösterreichischen Kommunalstrukturverbesserung wurden mit 1. Jänner 1967 die bis dahin selbständigen Gemeinden Ambach und Oberwölbling zur neuen Gemeinde Wölbling zusammengeschlossen, mit 1. Jänner 1968 wurde dann Unterwölbling nach Wölbling eingemeindet und mit 1. Jänner 1970 folgte dann noch Hausheim.

## Kultur und Sehenswürdigkeiten
- Katholische Pfarrkirche Oberwölbling Hll. Peter und Paul
- Soldatenfriedhof Oberwölbling

## Wirtschaft und Infrastruktur

### Öffentliche Einrichtungen
In Oberwölbling befindet sich ein Kindergarten.

## Persönlichkeiten
- Josef Stoll (1918–1993), Schlosser, Politiker und Abgeordneter zum Landtag, wurde hier geboren
- Anton Leichtfried (* 1967), Dompropst und Weihbischof der Diözese St. Pölten, war hier Kaplan
- Katharina Neussner (* 1996),  Snowboarderin und zweifache Staatsmeisterin, lebt in Oberwölbling